# Т-38 (трактор)
Т-38 — універсальний просапний гусеничний трактор, що випускався Липецьким тракторним заводом з 1958 по 1973 рік (з урахуванням модифікації Т-38М).
Трактор призначений для передпосівної обробки ґрунту, посіву, міжрядної обробки та збирання цукрових буряків, а також для міжрядної обробки інших просапних культур та виконання сільськогосподарських робіт загального призначення.
Трактор Т-38 випускався з 1958 по 1961 рік, всього було випущено 26 300 тракторів.
Трактор мав низку недоліків: низька потужність дизеля — 40 к. с..
З 1961 по 1973 рік вироблялися трактори Т-38М, всього їх було випущено 103 800 одиниць. На цих тракторах потужність двигуна було збільшено до 50 к. с.
Трактор Т-38 використовувався як транспортний засіб на дрейфуючій станції Північний полюс-13.
Трактор Т-38 встановлений на постаментах:
- У смт. Шишаки Шишацького району Полтавської області (Україна);
- У м. Жашків Жашківського району Черкаської області (Україна).